# Cyprus Broadcasting Corporation
Cyprus Broadcasting Corporation oftewel CYBC  (Grieks: Ραδιοφωνικό Ίδρυμα Κύπρου (ΡΙΚ); Turks: Kıbrıs Yayın Kurumu, (KYK)) is de nationale publieke omroep van Cyprus, die bestaat uit vier radiozenders en twee televisiekanalen. Vanaf 1953 verzorgt de omroep radio-uitzendingen, sinds 1957 zijn daar ook televisie-uitzendingen bij gekomen.
De CYBC wordt betaald door het heffen van een extra belasting bij de elektriciteitsrekening. De organisatie is lid van de European Broadcasting Union (EBU), waarvoor onder andere het Eurovisiesongfestival wordt uitgezonden.